# Тепловой дирижабль

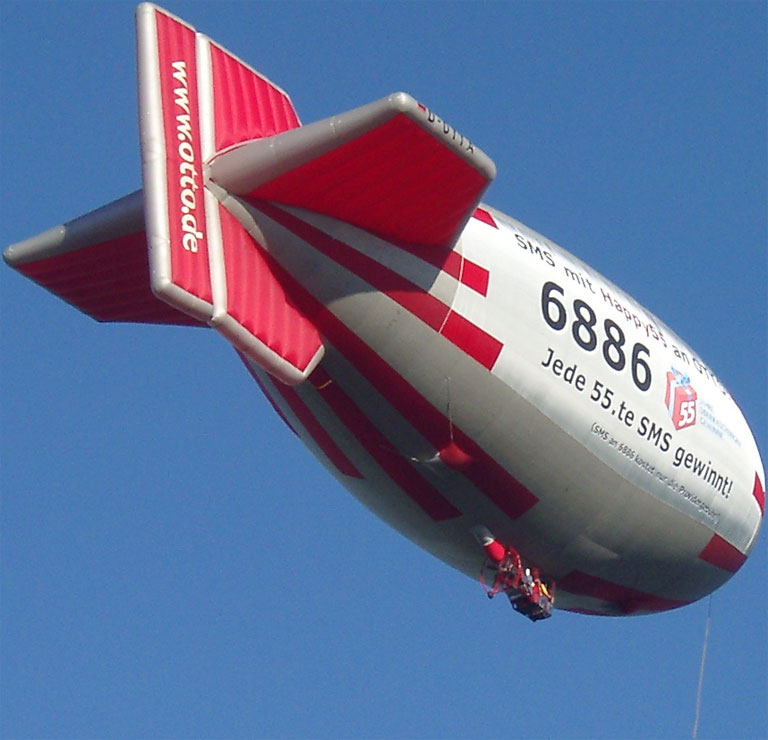

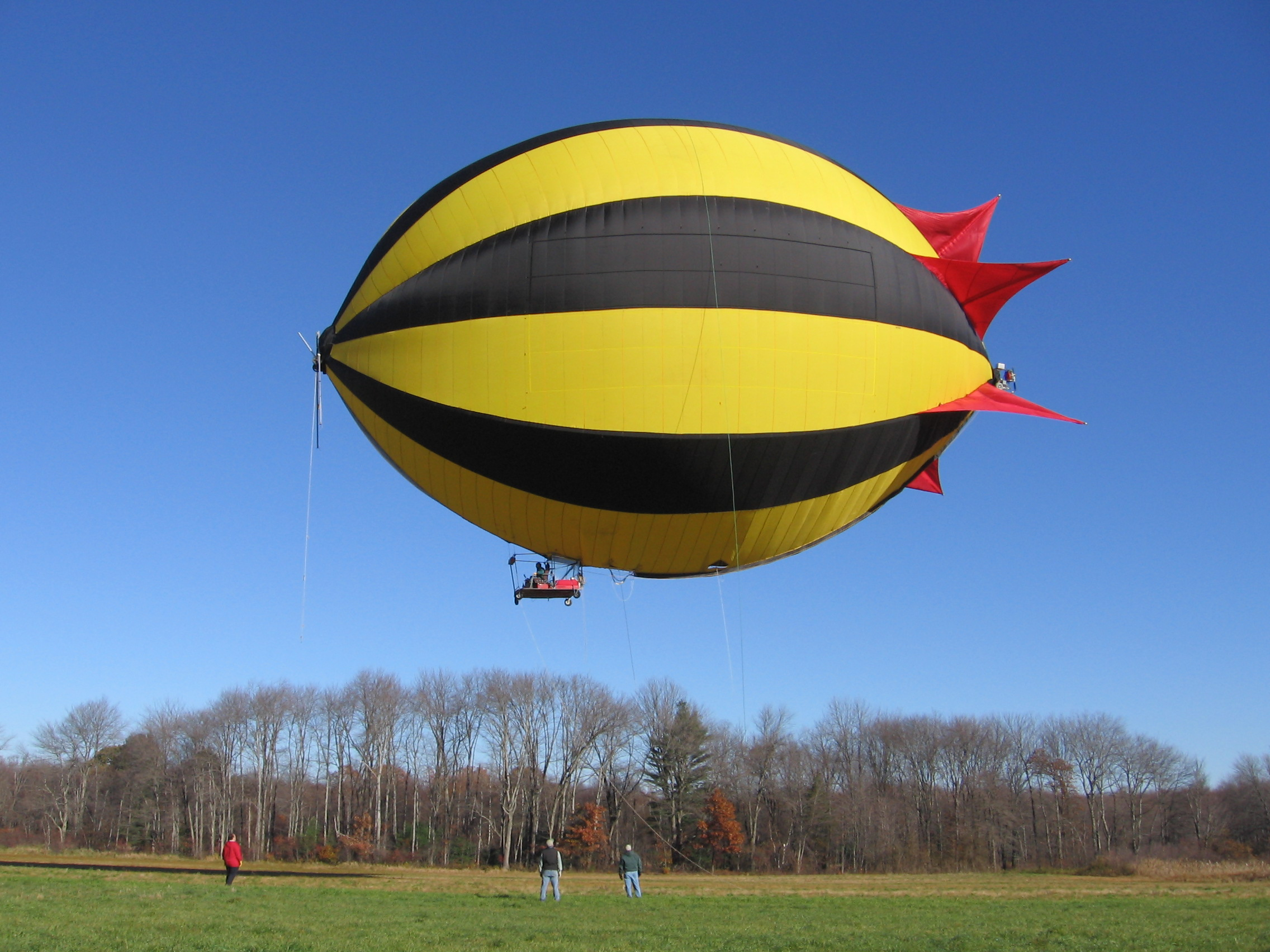
Тепловой дирижабль со складными ребрами жесткости по конструкции напоминающими зонтик

Тепловой дирижабль — дирижабль с оболочкой, наполненной горячим воздухом. Не требует дорогого гелия. Недостатком является низкая подъёмная способность горячего воздуха, которая составляет около 30 % от гелия.

## Проект «Термоплан»
В конце 80-х-начале — 90-х гг. XX века появился проект «Термоплан», отличительной особенностью которого являлось использование для создания подъёмной силы помимо гелиевой секции дирижабля и секции с воздухом, нагреваемым двигателями. Благодаря этому удалось снизить вес непроизводительного балласта на 70-75 % в сравнении с дирижаблями других конструкций и, следовательно, повысить экономичность (до 28,125 грамм на тонно-километр для проектной грузоподъёмности 2000 тонн). Кроме того, такому дирижаблю не нужны закрытые эллинги и причальные мачты, что резко снижает стоимость обслуживающей инфраструктуры. Дискообразная форма корпуса позволяет осуществлять полет при боковом и встречном ветре в 20 м/с.